# Przemysław Berg
Przemysław Berg (ur. 23 stycznia 1955) – polski dziennikarz i felietonista.
Współpracował z takimi tytułami jak: „Focus”, „Wprost”, „The Warsaw Voice” i „Przekrój”. W latach 1997–2003 był redaktorem naczelnym ilustrowanego magazynu dla mężczyzn „Playboy”.
Od 2010 roku pracuje w redakcji serwisu internetowego „Polityki”.